# وانگ مینهوی
وانگ مینهوی (انگلیسی: Wang Minhui؛ زادهٔ ۲۸ اکتبر ۱۹۶۰) بازیکن واترپلو اهل چین بود.
وی در مسابقات کشوری و بین‌المللی در مجموع برندهٔ ۳ مدال طلا شده‌است.